# Mærsk Data
Mærsk Data A/S var en dansk it-virksomhed i A.P. Møller-gruppen. 
Virksomheden, der blev grundlagt i 1970, havde frem til 1990 som hovedopgave at levere it-ydelser til koncernen. Senere voksede virksomheden kraftigt, blandt andet ved opkøb. Sammen med Danske Bank og WM-data ejede Mærsk Data DMdata; dog således at Mærsk Data ejede 45 procent af selskabet.
I efteråret 2004 blev Mærsk Data frasolgt til amerikanske IBM inklusiv ejerandelen i DMdata. Mærsk Data havde et overskud før skat på 273 millioner kroner og en omsætning på 2,9 mia. kr. i 2003. Antallet af ansatte var 2.300. Salgsprisen blev ikke offentliggjort, men Mærsk meldte ud, at man forventede at salget påvirkede selskabets resultat positivt i størrelsesorden 2,5 milliarder kroner.
Mærsk Data havde hovedsæde i den tidligere Galle & Jessen-fabrik ved Vibenshus Runddel på Østerbro i København. Det blev overtaget af IBM, som i dag har sit danske hovedsæde på Østerbro.